# Бухарестский национальный университет искусств
Бухарестский национальный университет искусств (рум. Universitatea Națională de Arte București) — высшее государственное учебное заведение, дающее как теоретические знания, так и практические навыки в области изобразительного искусства. Находится в столице Румынии — г. Бухаресте.

## История
Основан 5 октября 1864 года, как Национальная школа изящных искусств (Școala Națională de Arte Frumoase), по указу князя Объединённого княжества Молдавии и Валахии Александру Иона Куза, усилиями многих румынских художников, среди которых были Теодор Аман и Георге Таттареску.
С 1931 до 1942 года — Академия изящных искусств (Academia de Belle-Arte).
В 1942—1948 — Высшая школа искусств в Бухаресте (Școala Superioară de Arte din București).
С 1948 до 1990 — Институт изобразительных искусств «Николае Григореску» (Institutul de Arte Plastice «Nicolae Grigorescu»)
С 1990 по 1995 — Академия искусств (Academia de Arte)
В 1995—2002 — Университет искусств (Universitatea de Arte)
С 2002 носит нынешнее название.
Первым ректором Академии изящных искусств с 1932 года был Камиль Рессу.
Институт изобразительных искусств «Николае Григореску» в 1948 году включал в себя факультеты театрального и музыкального искусства, хореографии и изобразительного искусства, декоративно-прикладного искусства и истории искусства.
Ныне университет готовит специалистов по направлениям: живопись, скульптура, гравюра, архитектура, графика, эстетика, история и перспектива искусства.

## Факультеты
Университет структурно разделен на 3 факультета:
- Факультет изобразительного искусства (специализация: живопись, графическое искусство, скульптура, динамическое изображение и фотография, педагогика, теория и научные исследования изобразительного искусства),
- Факультет декоративно-прикладного искусства и дизайна (специализация: общий дизайн, дизайн одежды, текстильный дизайн и текстильное искусство, дизайн керамики, стекла и металла, сценография),
- Факультет истории и теории искусства (специализация: История и теория искусства, консервация и реставрация объектов искусства).

## Известные выпускники и преподаватели
- Андрееску, Йон
- Аман, Теодор
- Апосту, Георге
- Баба, Корнелиу
- Бранкузи, Константин
- Браунер, Виктор
- Дэрэску, Николае
- Деметреску-Миреа, Джордже
- Жикиди, Аурел
- Караджа, Борис
- Лукьян, Штефан
- Ласгуш Порадеци
- Димитрие Пачуреа
- Петреску, Костин
- Превенда, Флорика
- Рессу, Камиль
- Таттареску, Георге
- Ширато, Франциск
- Фрунзетти, Ион

## Награды
- Великий офицер ордена «За заслуги перед культурой»[рум.] в категории C «Изобразительное искусство» (28 ноября 2024 года, Румыния)[1].